# Brateșul, Mehedinți
Brateșul este un sat în comuna Bala din județul Mehedinți, Oltenia, România. Se află în partea de vest a județului,  în  Podișul Mehedinți.